# Олимпик (стадион, Донецк)
Спортивный комплекс «Олимпик» — спортивный комплекс в Донецке.
Открыт в августе 2003 года, в августе 2013 — реконструирован.
Расположен в Ленинском районе г. Донецка, на территории 7,4 га.
Является базой футболистов ФК «Олимпик».

## Инфраструктура
Инфраструктура СК «Олимпик» включает в себя:
Стадион с игровым футбольным полем с травяным покрытием размером 105х68 метров и трибуной общей вместительностью 4500 зрителей (до реконструкции в 2013 году — 1000 зрителей).
В помещениях здания комплекса: четыре раздевалки, две тренерские комнаты, судейская комната, медицинский центр, пресс-центр (35-40 мест), тренажерный зал, а также 12 двух — трёхместных номеров для футболистов и столовая.